# Château de Mesocco
Le château de Mesocco est un château situé à Mesocco, surplombant la vallée de Mesolcinna dans le canton des Grisons (Suisse).

## Histoire
Le château de Mesocco est fondé au cours du haut Moyen Âge, sur un rocher abrupt situé sur la route du col du San Bernardino. Cet endroit stratégique est déjà fortifié à l'époque romaine.
Durant quatre siècles, le château constitue la résidence des Sacco ou Sax-Misox, seigneurs de la Mesolcina. Dans la deuxième moitié du XIIe siècle, la construction du donjon modifie la disposition initiale du bâtiment. Le XIIIe siècle voit la construction d'une nouvelle enceinte pour protéger la forteresse. C'est à cette époque, en 1219 précisément, que le château est mentionné pour la première fois.
En 1480, le condottiere Jean Jacques Trivulce achète la seigneurie aux Sacco. Il renforce les remparts et transforme le château en une citadelle dotée d'une importante artillerie. En 1496, Jean Jacques Trivulce entre dans la Ligue grise et s'engage à fournir les armes du château en cas de nécessité, ce qui se produit lors de la guerre de Souabe et de la première guerre de Musso. En 1526, les Trois Ligues ordonnent le démantèlement du château.
En 1925-1926, on effectue des travaux de consolidation de l'édifice. Entre 1986 et 1990, la tour polygonale et les murs nord et nord-ouest sont restaurés.

## Liens externes

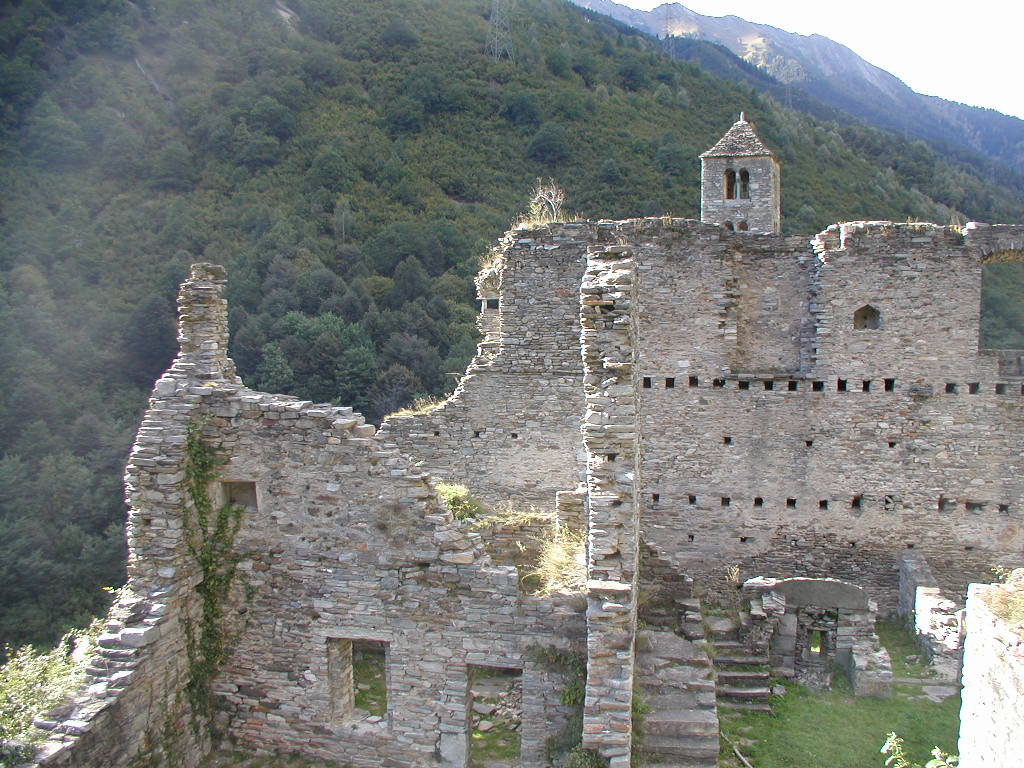
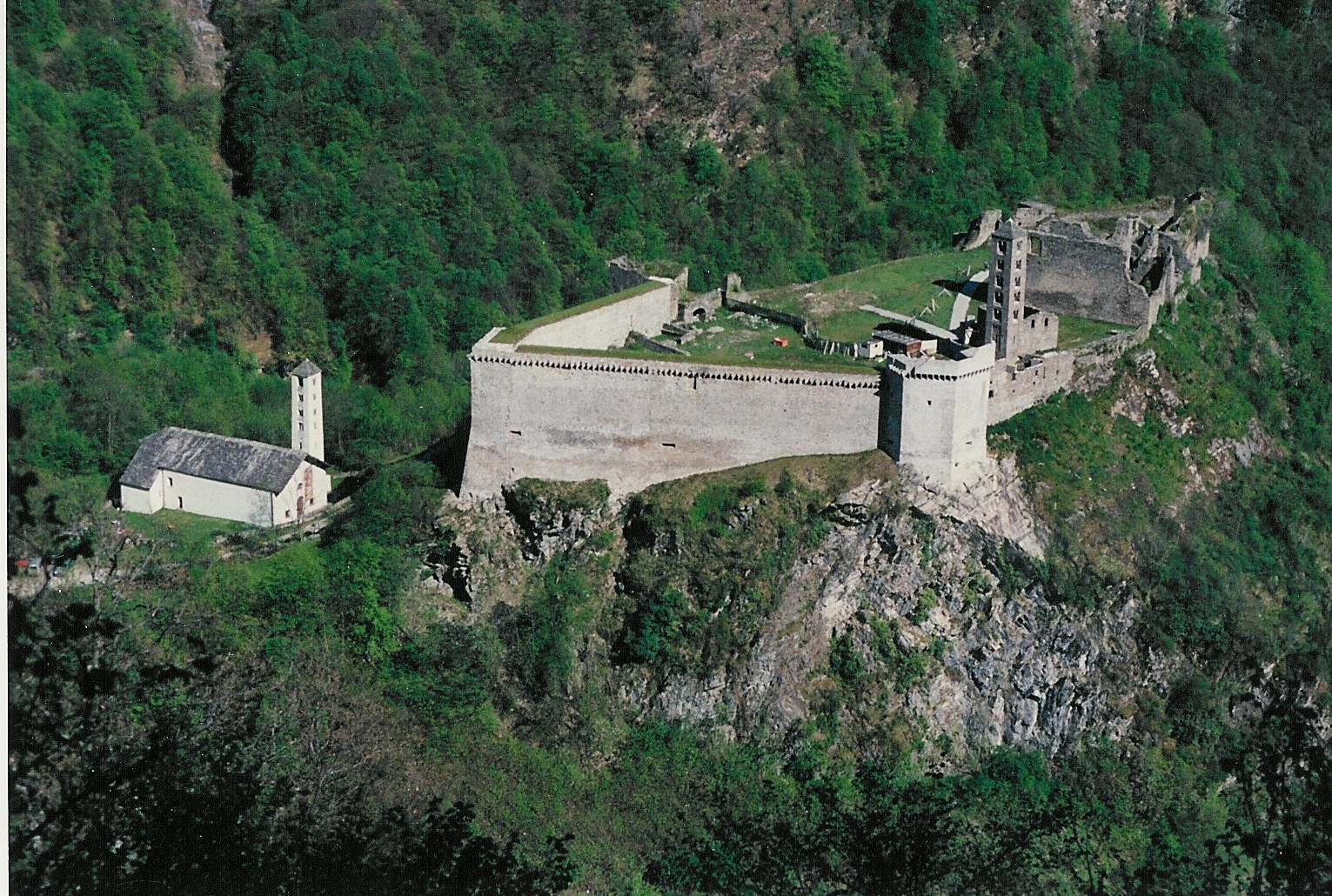
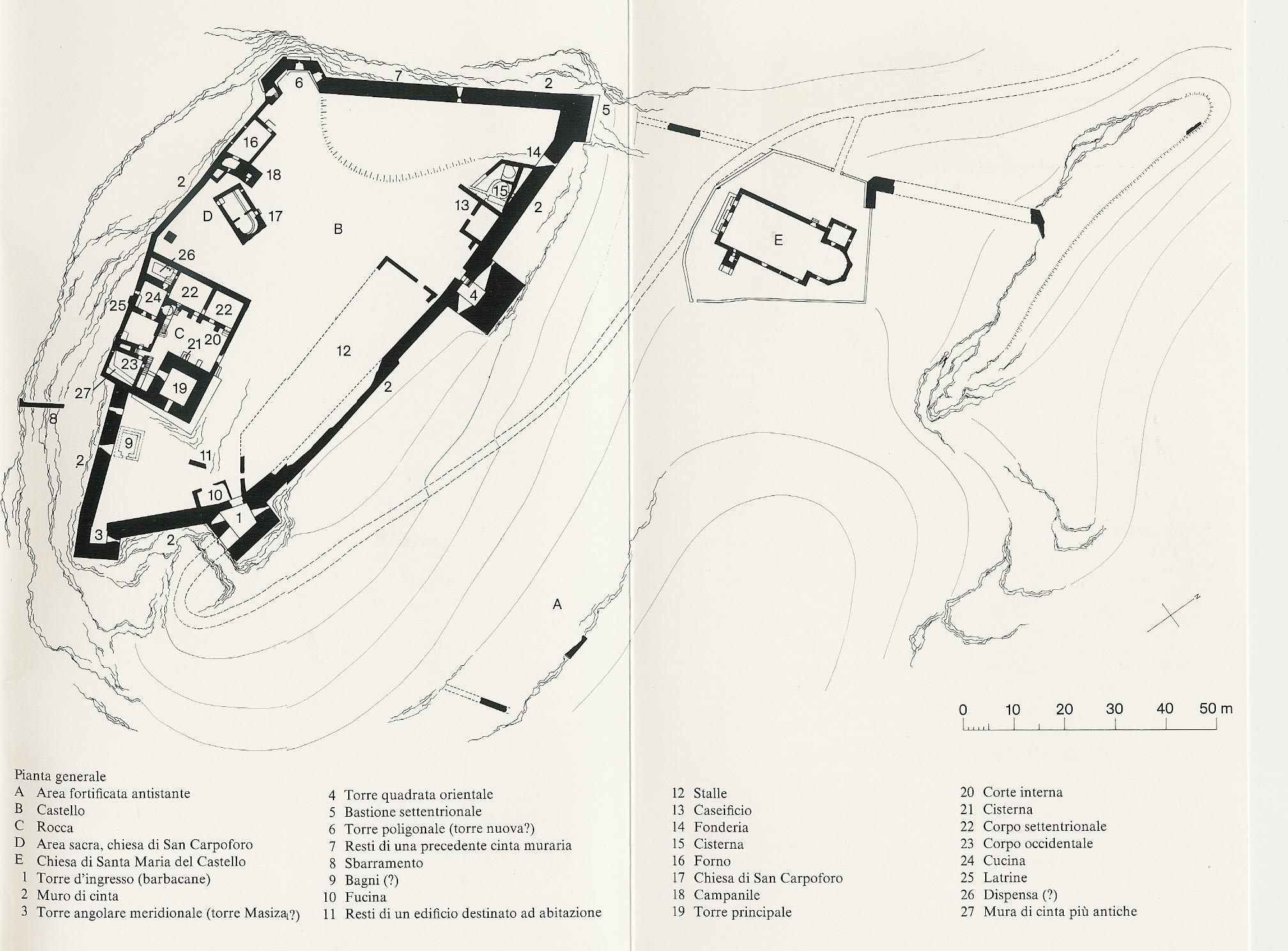